# Sabia burmanica
Sabia burmanica är en tvåhjärtbladig växtart som beskrevs av T.P.M. van de Water. Sabia burmanica ingår i släktet Sabia och familjen Sabiaceae. Inga underarter finns listade.